# Tramp 60
Die Tramp-Fahrzeuge waren von Dieter Spließ entwickelte und gebaute Spezialkipper zum Behältertransport aus der DDR. Fast alle Fahrzeugkomponenten der insgesamt ca. 300 Fahrzeuge wurden dabei von Spließs Betrieb in Magdeburg selbst produziert. Vor allem auf Großbaustellen und im Maschinenbau kamen die Fahrzeuge, deren Mulde oder alternativ ein geschlossener Behälter hydraulisch absetzbar / aufnehmbar bzw. kippbar war, zum Einsatz.

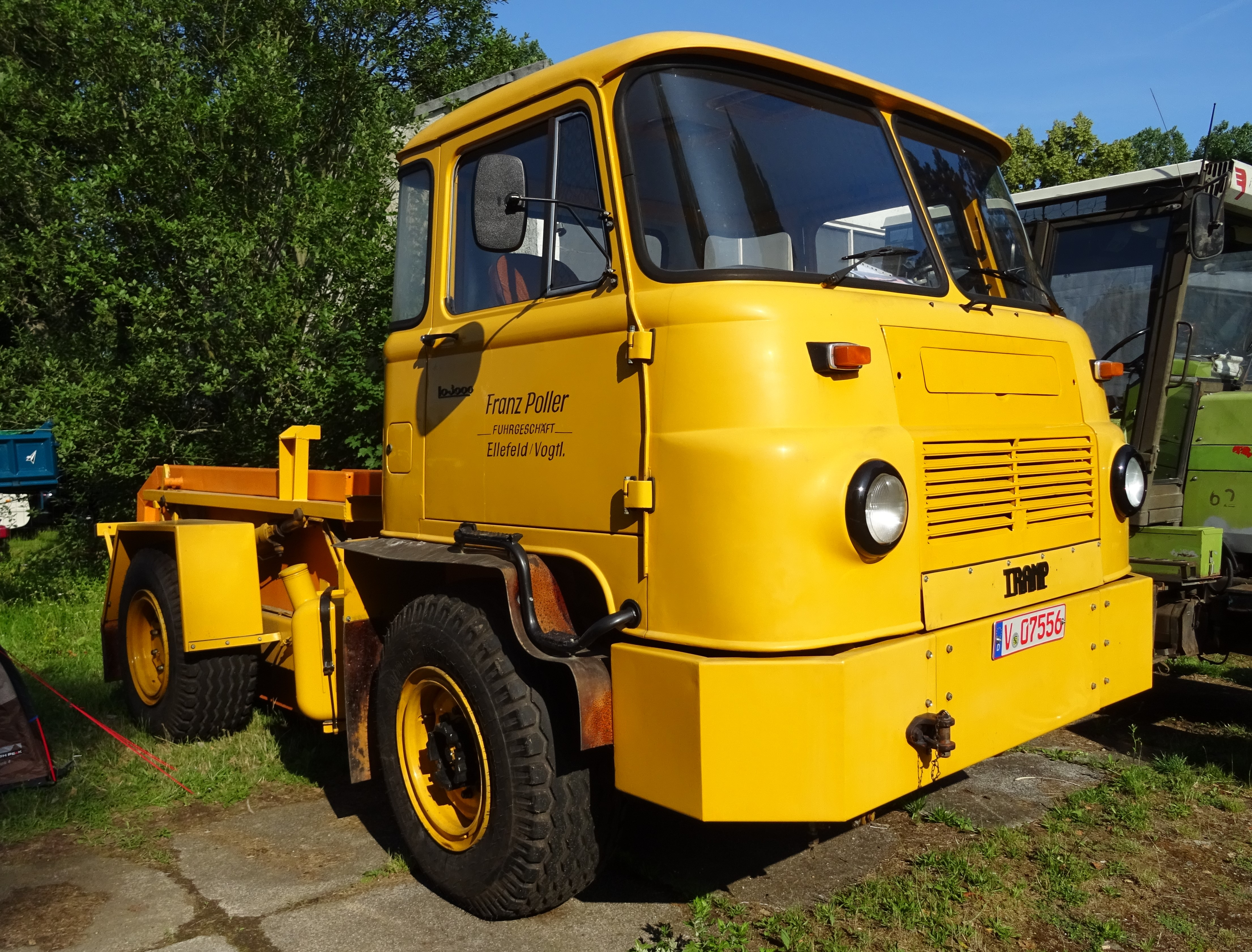
Tramp 60-2 (2023)

## Tramp 60
1964 wurde mit dem Bau eines Musters vom Tramp 60 begonnen, das zwei Jahre später fertiggestellt wurde. Das Knicklenker-Fahrzeug wurde anschließend zwischen 1966 und 1976 in 100 Exemplaren hergestellt. Bis auf den Robur-Dieselmotor stammten sämtliche Komponenten aus eigener Fertigung. Aufgrund der Knicklenkung hatte das Fahrzeug einen Wendekreis von nur 3,20 m. Das Fahrzeug konnte entweder einen geschlossenen Behälter mit 4 m³ Fassungsvermögen oder eine Mulde mit 2,5 m³ Fassungsvermögen transportieren.

## Tramp 60-1
Der komplett neu konstruierten Nachfolger Tramp 60-1 hatte keine Knicklenkung mehr. Beim hinten ungefedert zum Vorderwagen pendelnden Fahrzeug wurden nun wesentlich mehr Teile aus anderen DDR-Fahrzeugen verbaut, der Motor kam wieder von Robur, die ebenfalls das nunmehr zweisitzige beheizbare Führerhaus der LO/LD-Serie lieferten, während die Vorderachse vom Allrad-W-50 stammte. In den 9 Produktionsjahren wurden wiederum fast 100 Fahrzeuge gebaut.

## Tramp 60-2
Während der Tramp 60-1 eine Neukonstruktion darstellte, wurde sein Nachfolger Tramp 60-2 lediglich in einigen Details überarbeitet. Statt zueinander pendelnden Vorder- und Hinterwagen kam ein fest verbundener Rahmen zum Einsatz. Für den Fahrkomfort wurde das Spezialfahrzeug nun auch hinten mit Federn ausgerüstet.

## Technische Daten
| Modell                | Tramp 60                      | Tramp 60-1                                     | Tramp 60-2                  |
| --------------------- | ----------------------------- | ---------------------------------------------- | --------------------------- |
| Bauzeit               | 1966–1976                     | 1976–1984                                      | 1985–1990                   |
| Motor                 | 4-Zylinder-Diesel von Robur   | 4-Zylinder-Diesel von Robur                    | 4-Zylinder-Diesel von Robur |
| Kühlung               | luftgekühlt                   | luftgekühlt                                    | luftgekühlt                 |
| Leistung              | 51 kW bei 2600/min            | 51 kW bei 2600/min ab 1979: 50 kW bei 2600/min | 50 kW bei 2600/min          |
| Hubraum               | 3927 cm³                      | 3927 cm³                                       | 3927 cm³                    |
| Getriebe              | 5-Gang (nicht synchronisiert) | 5-Gang (synchronisiert)                        | 5-Gang (synchronisiert)     |
| Radstand              | 2600 mm                       |                                                | 2850 mm                     |
| Länge                 | 6200 mm                       |                                                | 5880 mm                     |
| Breite                | 2500 mm                       |                                                | 2500 mm                     |
| Höhe                  | 2400 mm                       |                                                | 2700 mm                     |
| Leergewicht           | 5500 kg                       |                                                | 5150 kg                     |
| Nutzlast              | 5000 kg                       |                                                | 5000 kg                     |
| Höchstgeschwindigkeit | 40 km/h                       | 78 km/h                                        | 78 km/h                     |